# Hugh Grant (chef d'entreprise)
Pour les articles homonymes, voir Hugh Grant (homonymie) et Grant.
Hugh Grant, né le 23 mars 1958 à Larkhall en Écosse, est un gestionnaire d'affaires américain d'origine britannique, dirigeant la société Monsanto, spécialisée dans les biotechnologies végétales.

## Biographie
Grant est né à Larkhall, en Écosse. Il obtient un baccalauréat universitaire en sciences en zoologie agricole à l'Université de Glasgow, un diplôme d'études supérieures en agriculture de l'Université d'Édimbourg et un MBA du Centre International de gestion de Buckingham, en Angleterre. Il travaille en Écosse de 1981 à 1991 pour la société Monsanto, alors basée aux États-Unis et prend alors le titre de directeur de la stratégie globale dans la division agricole, basée à St. Louis, dans le Missouri. En 1995, il devient directeur général pour la région Asie-Pacifique de la société, et en 1998, coprésident de la division agricole.
La Monsanto Company telle qu'elle existait au XXe siècle a juridiquement cessé d'exister en 2000, à l'issue d'une période d'environ cinq ans pendant laquelle fusions et créations de filiales ont peu à peu dilué son caractère d'entreprise chimique, au profit des biotechnologies. Une nouvelle société Monsanto a alors été créée, dont Hugh Grant est devenu l’executive vice-president, puis le chief operating officer (le directeur général des opérations). En 2003, il est devenu président et directeur général et a rejoint le Conseil d'administration.
En mars 2009, Grant a été désigné comme étant l'un des 30 chefs d'entreprise les plus respectés du monde sur la liste annuelle de Barron's. Il a été nommé PDG de l'année 2010 par le magazine Chief Executive (en).
En 2009, Grant a obtenu une rémunération totale de 10 803 757 dollars américains, comprenant un salaire de base de 1 391 356 dollars, un bonus en liquide de 1 070 382 dollars, des actions pour 1 875 766 dollars, des options pour 5 902 039 $, et d'autres formes de rémunérations pour 564 214 dollars.